# Guijarro de Kafkania
El guijarro de Kafkania se encontró en Kafkania, a unos 7 km al norte de Olimpia, en 1994. Contiene una breve inscripción de ocho signos silábicos en silabario lineal B, que tal vez deben leerse como a-so-na / qo-ro-qa / qa-jo. En el reverso hay un símbolo de doble hacha. Se ha sugerido que qo-ro-qa es un nombre de persona que contiene el sufijo /-ōkʷs/ (-ωπς). Se ha datado la inscripción, a partir del contexto arqueológico, en el siglo XVII a. C. Esto lo convertiría en el testimonio escrito más antiguo de la Grecia continental, y en el documento escrito en lineal B más antiguo.
Sin embargo, algunos especialistas en epigrafía micénica han expresado serias dudas sobre la autenticidad de esta inscripción y han señalado que es bastante posible que se trate de una falsificación moderna. De hecho fue encontrado un día 1 de abril, cuando se celebra el Día de las bromas de abril en el Reino Unido y muchos otros países europeos. Además el término a-so-na puede corresponder a Iasonas, el nombre del hijo mayor de Xeni Arapojanni y Jörg Rambach, los supuestos descubridores del guijarro.